# Wzorzec rasy psa
Wzorzec rasy psa – wzorzec rasy zwierząt z gatunku psa domowego, opis eksterieru oraz cech charakteru, które wyróżniają daną rasę psa. 
Owe cechy tworzą opis rasy i obejmują rozmiary, maść, rozmieszczenie i strukturę owłosienia, a przede wszystkim liczne szczegóły dotyczące morfologii psa, jego głowy, szyi, ciała, łap i ogona.
Wzorzec rasy jest ustalany przez poszczególne organizacje kynologiczne zrzeszające hodowców na danym terenie, zwykle dla ras występujących na obszarze działania danej organizacji. Niektóre rasy zarejestrowane w księgach hodowlanych jednej z organizacji, w innej nie są uznawane. Wzorce rasy mogą zawierać również wymagania dodatkowe dotyczące prób pracy lub obowiązkowych badań.
Zmianę wzorca rasy przeprowadza naczelna organizacja kraju pochodzenia danej rasy.